# Petgatten De Feanhoop
De Petgatten De Feanhoop is een natuurgebied van 200 hectare bij De Veenhoop in Friesland. Het gebied bestaat uit petgaten en boezemland.  
In 1996 werden de aan de zuidwestzijde gelegen Kraanlannen door It Fryske Gea ingericht als groot aaneengesloten water- en moerasgebied. Het gebied is genoemd naar de kraanvogels die hier in de zestiende eeuw hebben gebroed volgens een plakkaat uit 1542. Het water- en moerasgebied bestaat uit voor een veengebied kenmerkende broekbossen, petgaten en stripen. Zowel de hoger gelegen niet verveende stukken als de later in cultuur gebrachte ondergronden zijn in gebruik als hooiland. Aan de oevers van de petgaten bevinden zich omvangrijke horsten van de pluimzegge.
Het beheer is gericht op behoud van blauwgraslandvegetaties en op de spontane ontwikkeling van moerasbosjes en rietland. Het bemalen gebeurt in cyclische perioden waarbij steeds een ander deel van het gebied wordt bemalen om slikrijke stroken te laten ontstaan. Dit leidt tot een sterke toename van pioniersplanten als moerasandijvie, tandzaden en duizendknopen. 
Door het vergraven van de Bonnebuskepetten in het kader van natuurontwikkeling ontstond er meer open water, riet en ruigte. De Oksekop en de Noarderkrite zijn vooral waardevol als dotterbloemhooiland. Op de Noarderkrite groeit de grote ratelaar.
In het gebied staat Windmotor De Veenhoop.

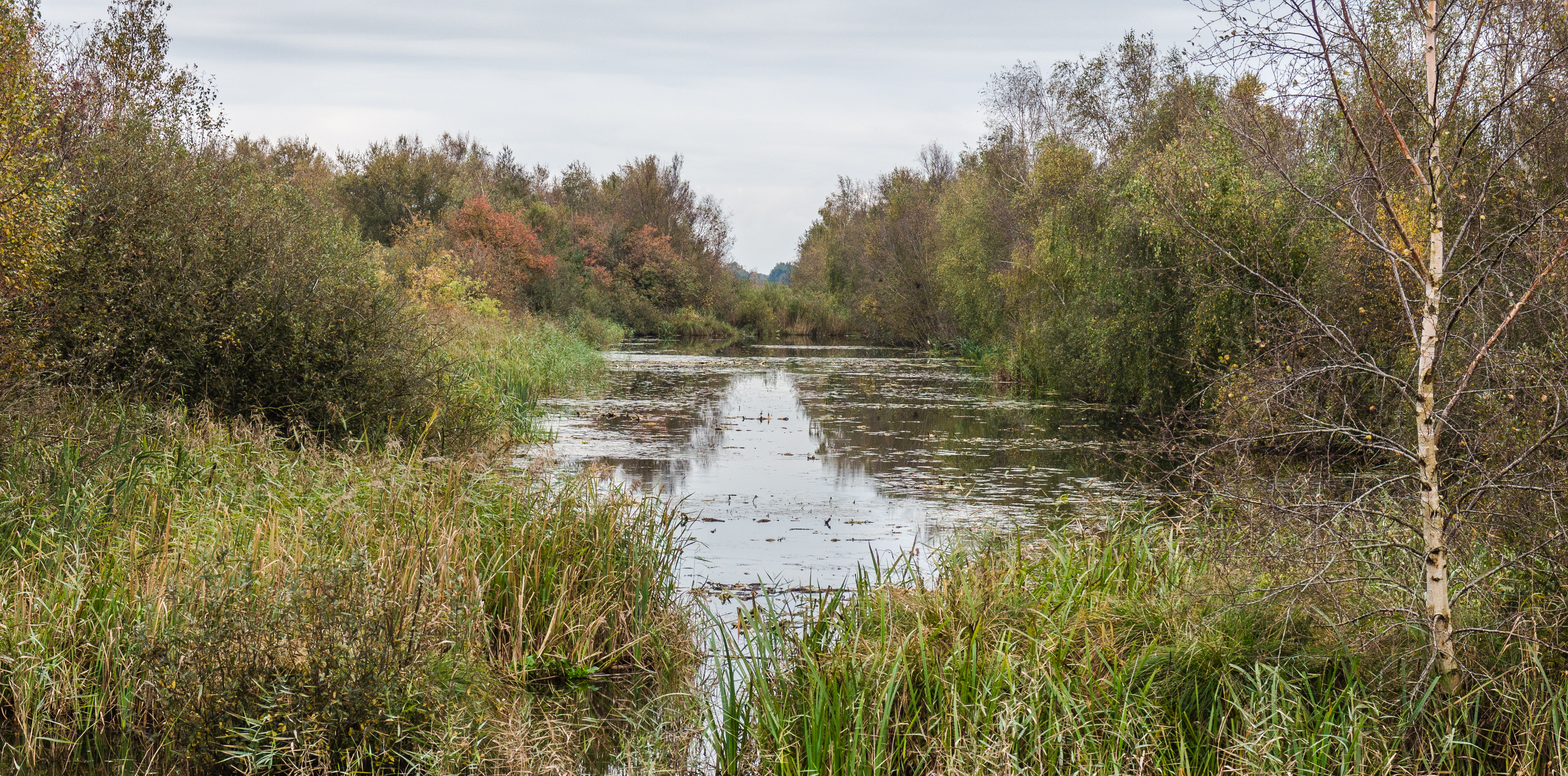
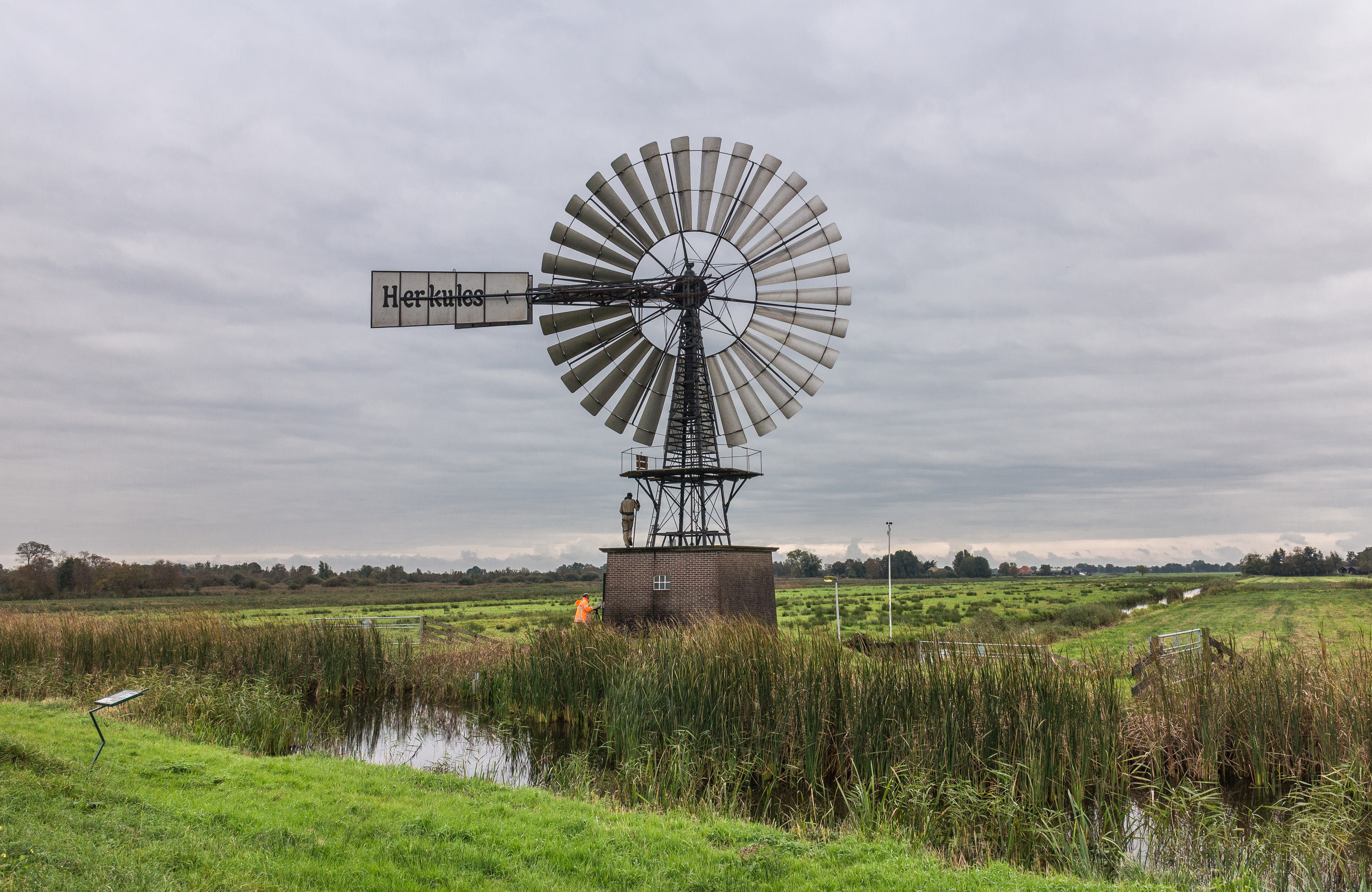

Aeltsjemar
· De Alde Feanen
· Bakkeveense Duinen
· Bancopolder
· Bekhofschaans
· Bjirmen
· Blauhúster Puollen
· Bocht fan Molkwar
· Botmar
· Bouwepet
· Buismans Einekoai
· Bûtenfjild
· Van Coehoornbosk
· Delleboersterheide
· Diakonieveen
· Dobbe Stienser Aldlân
· Dobben Hurdegarypsterwarren
· Dunegeaster- en Follegeasterpolder
· Dyksfearten
· Eanjumerkolken
· Easterskar
· Einekoai Piaam
· Einekoaien Lytse Geast
· De Fluezen
· Grikelân en Turkije
· Grutte Wielen
· Heide Hulstreed
· De Hon
· Huitebuersterbûtenpolder
· Joodse begraafplaats Tacozijl
· Joodse begraafplaats Noordwolde
· Kapellepôle
· Ketelermar
· Ketliker Skar
· Kobbelân
· Lendebos
· Lindevallei
· Liphústerheide
· Makkumersúdmar
· Makkumerwaarden
· Mandefjild
· Martenastate
· Meulebos
· Meulereed
· Mokkebank
· Mûntsebuorsterpolder
· Noard-Fryslân Bûtendyks
· 't Oerd
· Ottema Wiersma reservaat
· Park Huize Olterterp
· Park Jongemastate
· Peazemerlannen
· Petgatten De Feanhoop
· Polders Koarnwert
· Ringwiel
· Rysterbosk
· De Ryp
· Schaopedobbe
· Séfonsterpolder
· Sippen-finnen
· Skiedingsboskje
· Slachtedyk
· Steile Bank
· Stokersdobbe
· Sudermarpolder
· Syp Set
· Taconisbosk
· Tsjongerwâlen
· Teroelster Sipen
· Unlân fan Jelsma
· Van Asperen einekoaien
· Warkumermar
· Warkumerwaard
· 't West
· Wilhelmina-oard
· Ychtenerfeanpolder